# Albrecht z Kłecka
Albrecht z Kłecka (Albrecht lub Olbracht de Cleczko) – żyjący na przełomie XIII i XIV wieku rycerz, komes pochodzący z Kłecka, protoplasta rodu Witosławskich herbu Prawdzic, nazywany „comiti Albrechto de Cleczko advocato”.

## Życiorys
Pochodził z Kłecka, zapewne potomek niemieckich osadników z czasów Bolesława Pobożnego, być może spokrewniony z książęcym dworzaninem, dziedzicznym wójtem Henrykiem Strobiusem, zasadźcą miasta na prawie średzkim.
Kłecko od 1312 r. było siedzibą osobnego dystryktu (districtus), zatem Albrecht z Kłecka posiadający tytuł i prawa komesa, w mieście mógł być zarządcą okolicy i jako rezydent, również zwierzchnikiem rycerskiej załogi monarszego zamku zniszczonego ostatecznie przez Krzyżaków w 1331 r., w obronie którego zginęło 26 kłeckich rycerzy. Pozostając w Kłecku i pełniąc urząd do co najmniej 1316 r. był świadkiem bitwy pod Kłeckiem w 1313 r., w której obroniono miasto i zamek przed wojskami Henryka IV.
Księżna ruska Anastazja, córka księcia halickiego Lwa I jako wdowa po Siemowicie (po 1312 r.), obejmując rządy nad ziemią dobrzyńską w 1316 r. nadała Albrechtowi z Kłecka wsie Radomice i Ośniatowo (osada dziś nieistniejąca).
Franciszek Piekański przytacza fragment z zachowanego dokumentu nadania: De quibus villis prefatus vir discretus nobis tale sereuicim ex hibebit, quod de Radomice, villa exnunc elepis sex annis cum dextrario seruiet nobis, et de Osniatowo, duodecim, annis expiratis am secunde dextrario nobis seruicium exibebit.
Radomice długo nie przetrwały w rodzie zapoczątkowanym przez Albrechta z Kłecka, bowiem z niewyjaśnionych przyczyn przed 1378 r. stały się ponownie własnością monarszą:
Kazimierz, książę dobrzyński nadał Radomice niejakiemu Jakuszowi „dictus Schlachta”, który po śmierci księcia wobec wdowy po nim Małgorzaty sprzedał Radomice w Lipnie 1378 r. Andrzejowi, sędziemu dobrzyńskiemu za 300 kóp groszy.
Prawdopodobnie potomkowie Albrechta z Kłecka osiedli w okolicach Żnina i zapoczątkowali linię Witosławskich, co w legendzie rodowej przytacza Kacper Niesiecki:
Witosławski herbu Pawdzic, w Wielkiej-Polszcze; z Niemiec do Polski przyszli jeszcze za Krzyżaków, gdzie w nagrodę za krwawe ich zasługi puszczono im było Kłecko; nabyli potem dóbr Sielca pod Żninem, z których się potomkowie ich pisali.